# Macbeth (film, 2006)
Pour les articles homonymes, voir Macbeth.
Pour plus de détails, voir Fiche technique et Distribution.
Macbeth est un film australien, réalisé par Geoffrey Wright en 2006.

## Fiche technique
- Titre original : Macbeth
- Pays d'origine :  Australie
- Année : 2006
- Réalisation : Geoffrey Wright
- Scénario : Victoria Hill (screenplay) et Geoffrey Wright (screenplay)
- Histoire : William Shakespeare, d'après sa pièce éponyme
- Production : Martin Fabinyi
- Société de production : Victoria Hill, Film Victoria, Mushroom Pictures, Paradigm Films
- Société de distribution :
  - Revolver Entertainment (Royaume-Uni "Cinéma")
  - Truly Indie (Usa "Première diffusion")
  - Acteurs Auteurs Associés (France "Dvd")
- Musique : John Clifford White
- Photographie : Will Gibson
- Montage : Jane Usher
- Costumes : Jane Johnston
- Maquillage : Nik Dorning (special makeup effects artist)
- Langue : anglais
- Format : Couleur – 35 mm – Dolby Digital
- Genre : drame
- Durée : 109 minutes
- Dates de sortie :
  -  Australie : 21 septembre 2006
  -  États-Unis : 15 juin 2007
  -  Royaume-Uni : 13 juillet 2007
  -  France : 23 avril 2011 (Dvd)

## Distribution
- Sam Worthington : Macbeth
- Victoria Hill : Lady Macbeth
- Lachy Hulme : Macduff
- Steve Bastoni : Banquo
- Matt Doran : Malcolm
- Gary Sweet : Duncan
- Damian Walshe-Howling : Ross
- Kat Stewart : Lady Macduff
- Chris Vance : Détective Caithness
- Christopher Kirby : Seyton
- Craig Stott : Fleance
- Socratis Otto : Détective Mentieth
- Rel Hunt : Angus
- Louis Corbett : le fils de Macduff
- Chloe Armstrong : 1re sorcière
- Kate Bell : 2e sorcière
- Miranda Nation : 3e sorcière